# Simpsonovi na filmu
Simpsonovi na filmu (engl. The Simpsons Movie) je američka animirana komedija iz 2007. godine, zasnovana na TV seriji Simpsonovi. Film je režirao Dejvid Silverman, a kao i u seriji, glasove su pozjmili Den Kastelaneta, Džuli Kavner, Nensi Kartrajt, Jardli Smit, Hank Azarija, Hari Širer, Tres Maknil, Pamela Hejden, Rasi Tejlor i Albert Bruks. Radnja filma prati Homera Simpsona, koji je neodgovorno zagadio jezero u Springfildu nakon što je grad očišćen, zbog čega je Agencija za zaštitu životne sredine (EPA) ceo grad stavila pod kupolu. Nakon što on jedva uspeva da pobegne sa svojom porodicom, oni ga napuštaju zbog njegove sebičnosti i vraćaju se u Springfild, kako bi sprečili da direktor EPA-e, Ras Kargil, uništi grad. Ubrzo nakon što ga porodica napusti, Homer pokušava da se iskupi i vraća se u Springfild, kako bi pomogao u spasavanju grada i svih građana.
Iako je u nekoliko navrata pokušano da se napravi film o Sipsonovima, svi su bili neuspešni zbog nedostatka scenarija prihvatljive dužine i tima za produkciju. Najzad, 2001. godine su producenti Džejms L. Bruks, Met Grejning, Al Džin, Ričard Sakai i Majk Skali počeli razvoj filma. Oni su razmotrili mnogobrojne ideje za radnju, a na kraju je izabrana Grejningova ideja. Scenario je prepravljan više od stotinu puta, čak i nakon što je počela da se radi animacija filma 2006. godine. Zbog toga, sati materijala su bili isečeni iz krajnjeg filma, uključujući kameo uloge Erin Brokovič, Mini Drajver, Ajle Fišer, Kelsija Grejmera i Edvarda Nortona. Tom Henks i članovi benda Green Day su pozajmili glasove sopstvenim animiranim verzijama, dok je Albert Bruks, česti gost serije, pozajmio glas negativcu Rasu Kargilu.
Film je premijerno prikazan u SAD 21. jula 2007. u Springfildu (američka država Vermont). Televizijska kompanija Foks organizovala je takmičenje za sve gradove u SAD sa nazivom Springfild. Svaki grad-kandidat morao je da napravi film na temu „zbog čega premijera Simpsonovih treba da bude baš u našem mestu” na osnovu čega je i proglašen pobednik. Film je u Srbiji premijerno prikazan 25. jula 2007. godine u Domu sindikata. Širom sveta, film je zaradio preko 536 miliona dolara i postao osmi najuspešniji film iz 2007. godine i drugi najuspešniji tradicionalno animirani film (iza originalne verzije Kralja lavova) i najuspešniji film baziran na animiranoj TV seriji. U avgustu 2018. godine, najavljeno je da je nastavak filma u produkciji.

## Radnja
Zaplet filma zasnovan je na ekološkoj katastrofi, koju je izazvao Homer Simpson, neodgovornim bacanjem otpada u springfildsko jezero. Springfild je i inače najzagađenija sredina u zemlji, a Homerov čin je kap koja preliva čašu pa predsednik Švarceneger, po nagovoru Rasa Kargila, direktora EPA (eng. Enviromental Preotection Agency - sr. Agencija za zaštitu okoline), donosi odluku da ceo grad stavi u karantin (pod kupolu) i time spreči proširenje zagađenja na celu zamlju.
Otkrivši da je Homer kriv za njihovu izolaciju i nestašice, građani Sprigfilda proteruju Simpsonove koji spas nalaze na Aljasci. Ipak, Simpsonovi odlučuju da spasu Springfild i vraćaju se u svoj grad.

## Uloge
| Glumac             | Uloga |
| ------------------ | --- |
| Den Kastelaneta    | Homer Simpson, Ejb Simpson, Klovn Krasti, Čuvar Vili, Džo Kvimbi, Pomoćnik Mel, Gospodin Tini, Svrabiša, Barni Gambl, Hans Krticman, Deda Mrazov mali pomoćnik           |
| Džuli Kavner       | Mardž Simpson, Pati Buvije, Selma Buvije |
| Nensi Kartrajt     | Bart Simpson, Ralf Vigam, Tod Flanders, Nelson Manc, Megi Simpson |
| Jardli Smit        | Lisa Simpson |
| Hank Azarija       | Mo Sizlak, Klensi Vigam, Klitus Spakler, Profesor Frink, Apu Nahasapimapetilon, Lu, Prodavac stripova, Kapetan Makalister, Bamblbi Men, Nik Rivijera, Karl Karlson       |
| Hari Širer         | Montgomeri Berns, Vejlon Smiters, Ned Flanders, Timoti Lavdžoj, Leni Leonard, predsednik Arnold Švarceneger, Simor Skiner, Kent Brokman, Džulijus Hibert, Oto Men, Češko |
| Pamela Hejden      | Milhaus van Hauten, Rod Flanders, Džimbo Džouns |
| Tres Maknil        | Agnes Skiner, Luda žena sa mačkama, Kolin, Kuki Kvan, Gospođa Manc, Ploper                                                                                               |
| Albert Bruks       | Ras Kargil |
| Marša Volas        | Edna Krabapel |
| Rasi Tejlor        | Martin Prins |
| Megi Rouzvel       | Helen Lavdžoj, Gospođica Huver |
| Džo Mantenja       | Debeli Toni |
| Bili Džo Armstrong | sam sebe |
| Tre Kul            | sam sebe |
| Majk Dernt         | sam sebe |
| Tom Henks          | sam sebe |

## Produkcija
Tim koji je radio seriju Simpsonovi više godina je pokušavao da proizvede i film. Epizoda Simpsonovih "Kamp Krasti" u stvari je započeta kao film ali se zbog problema sa scenarijem privremeno odustalo od filma i odlučeno je da se do tada napravljen materijal iskoristi za početnu epizodu četvrte sezone.
Met Grejning je u više navrata izjavio da je dobijao ponude za igrani film. On je to odbijao strahujući da bi mogao razljutiti poklonike serije što bi moglo smanjiti prihode od prodaje predmeta vezanih za seriju.
Rad na scenariju za film započeo je 2001. godine. Dana 6. juna 2005. prvi put je zvanično potvrđeno da će se film snimati.

## Zarada
Film je zaradio 29,1 miliona dolara prvog dana prikazivanja u SAD, čime je dospeo na 18. mesto po zaradi tokom prvog dana i na treće mesto kad su u pitanju filmovi koji nisu nastavci.
Tokom prvog vikenda prikazivanja film je zaradio ukupno 74 miliona dolara i time je postao film koji je najviše zaradio tokom prvog vikenda prikazivanja u julu (ne računajući filmove koji su nastavci).

## Spoljašnje veze
- Zvanični sajt filma (језик: енглески)
- Simpsonovi na filmu на веб-сајту  (језик: енглески) (језик: енглески)
- Svi trejleri (језик: енглески)
- Filmski vodic na Krstarici